# Aira Kankkunen
Aira Kankkunen (21 janvier 1928 - 4 mars 2010) est une infirmière, poétesse et espérantiste d'origine finlandaise. Elle développe des méthodes novatrices de diagnostic de l'audition des enfants et des bébés et est la première infirmière à soutenir une thèse de médecine à l’université de Göteborg.

## Biographie

### Jeunesse
Aira Kankkunen nait le 21 janvier 1928 à Vuolijoki, en Finlande,. Elle grandit entourée de neuf frères et sœurs. Son père est enseignant dans une école publique, dans laquelle vit la famille. 

### Formation
En 1948, Aira Kankkunen commence ses études à l’institut pour diaconesse de Helsinki et devient infirmière avec une spécialisation comme assistante sociale. Elle est consacrée comme diaconesse en 1953. 
Amenée à travailler auprès d'enfants sourds et aveugles, elle développe des méthodes novatrices de diagnostic de l'audition des enfants et des bébés. Ses recherches la conduisent en voyage d'études aux Pays-Bas et en Suisse. En 1960, elle devient directrice pour l'audition des enfants à Helsinki, puis émigre en 1963 en Suède pour travailler dans le service audiologie de l'hôpital Sahlgren à Göteborg.
Première infirmière à soutenir une thèse de médecine à l'université de Göteborg, elle obtient le titre de docteur en médecine en 1982. Sa thèse porte sur les Enfants d'âge préscolaire malentendants à Göteborg 1964-1980. Professeure en audiologie pédiatrique, elle publie de nombreux ouvrages et articles spécialisés dans son domaine de recherche. 

### Espérantisation
En 1988, nouvellement retraitée, Aira Kankkunen apprend l’espéranto et commence rapidement à écrire poèmes et nouvelles en espéranto,. Elle reçoit en 1992 un prix de poésie, le prix du nouveau talent remis par l'Association universelle d’espéranto (UEA).
Elle publie plus de treize livres en espéranto et dirige un cours d'écriture au club d'espéranto de Göteborg.
Elle meurt en 2010 à Göteborg.